# کنتا فوکاساکو
کنتا فوکاساکو (انگلیسی: Kenta Fukasaku؛ زادهٔ ۱۵ سپتامبر ۱۹۷۲) کارگردان فیلم، فیلم‌نامه‌نویس اهل ژاپن است.
از فیلم‌ها یا برنامه‌های تلویزیونی که وی در آن نقش داشته‌است می‌توان به مبارزه اشاره کرد.